# Anaea fassli
Anaea fassli är en fjärilsart som beskrevs av Johannes Karl Max Röber 1916. Anaea fassli ingår i släktet Anaea och familjen praktfjärilar. Inga underarter finns listade i Catalogue of Life.